# Župnija Batuje
Župnija Batuje je rimskokatoliška teritorialna župnija dekanije Vipavska škofije Koper.

## Sakralni objekti
- župnijska cerkev sv. Ane.
- podružnična cerkev sv. nadangela Mihaela